# El alma se serena
El alma se serena es una obra de teatro de Juan José Alonso Millán estrenada en el Teatro de la Comedia de Madrid en 1968. Alonso Millán tomó el título del espacio diario de literatura El alma se serena, que era dirigido por el escritor y periodista Juan Van-Halen y que cerraba las emisiones de TVE desde 1966 hasta 1969.

## Argumento
Consuelo es una joven provinciana preocupada por la vida que lleva Manolo, su novio, instalado en Madrid. Ante las dudas que la acechan, se traslada a la capital y allí descubre que el sujeto está plenamente dedicado a conquistar bellas mujeres.

## Representaciones destacadas
- Teatro (estreno, en 1968). Intérpretes: Concha Velasco, Alfredo Landa, Rosario García Ortega, Josele Román, Julia Caba Alba, Ricardo Merino, Elena Arnao.
- Teatro (estreno en Barcelona, en 1969). Intérpretes: Licia Calderón, Cassen, Mercedes Borque, Pepe Ruiz, Ana María Simón.
- Cine (1970). Dirección: José Luis Sáenz de Heredia. Intérpretes: Concha Velasco, Alfredo Landa, José Sacristán, Margot Cottens, Josele Román, Xan Das Bolas, Erasmo Pascual, Emilio Laguna, Julia Caba Alba.
- Televisión (8 de septiembre de 1975, en el espacio Estudio 1, de TVE). Intérpretes: Fiorella Faltoyano, Manuel Galiana, Conchita Bardem.